# Petko Petkov (voetballer)
Petko Petkov (Bulgaars: Петко Петков) (Sinitovo (Oblast Pazardzjik), 3 augustus 1946 - Stara Zagora, 10 januari 2020) was een Bulgaars voetballer die speelde als aanvaller. Hij heeft meeste wedstrijden gespeeld voor Beroe Stara Zagora. Voor deze club is hij topscoorder aller tijden met 144 doelpunten in 260 wedstrijden.
In het seizoen van 1974-1975 scoorde hij 53 doelpunten in een seizoen. Voor het Bulgaars voetbalelftal heeft hij drieëndertig interlands gespeeld waarin hij vijf doelpunten heeft gemaakt.

## Erelijst
Club
- Balkan Cup (Beroe Stara Zagora) : 1967-1968, 1969 (2x)
- Bundsliga (FK Austria Wien) : 1980-1981 (1x)
- Oostenrijkse voetbalbeker (FK Austria Wien) : 1981-1982 (1x)

Individueel
- Parva Liga Topscoorder (Beroe Stara Zagora) : 1973-1974, 1975-1976 (2x)